# Matidia muju
Matidia muju är en spindelart som beskrevs av Pater Chrysanthus 1967. Matidia muju ingår i släktet Matidia och familjen säckspindlar. Inga underarter finns listade i Catalogue of Life.